# Brachymeria bicolorata
Brachymeria bicolorata is een vliesvleugelig insect uit de familie bronswespen (Chalcididae). De wetenschappelijke naam is voor het eerst geldig gepubliceerd in 1971 door Khokhar, Qadri & Ahmed.